# 可換環
数学、特に抽象代数学の一分野である環論における可換環（かかんかん、英: commutative ring）は、その乗法が可換であるような環をいう。可換環の研究は可換環論あるいは可換代数学と呼ばれる。
いくつか特定の種類の可換環は以下のようなクラスの包含関係にある。
可換環 ⊃ 整域 ⊃ 整閉整域 ⊃ 一意分解環 ⊃ 単項イデアル整域 ⊃ ユークリッド環 ⊃ 体 ⊃ 有限体

## 導入

### 定義
環 R は加法 "+" と乗法 "⋅" という二種類の二項演算（つまり任意の二元を結合して第三の元 a + b や a ⋅ b を与える操作）を備えた集合である。環を成すためにはこれら二つの演算がいくつかの適当な性質を満たさねばならない。即ち、環 R は加法についてアーベル群を成し、乗法に関して単位的半群を成し、かつ乗法は加法に対して分配的（つまり a ⋅ (b + c) = (a ⋅ b) + (a ⋅ c)）である。加法および乗法の単位元はそれぞれ 0 および 1 で表される。
この時さらに乗法が可換律
a ⋅ b = b ⋅ a
をも満たすならば、環 R は可換であると言う。以後、本項で扱う環は特に断りのない限りすべて可換であるものとする。

### 簡単な例
重要かついくつかの意味で重大な例は、整数全体 Z が通常の加法と乗法に関して成す環である。整数の乗法は可換な演算だから、これは可換環である。これをふつう Z と書くのはドイツ語で「数」を意味する Zahlen の略からである。
可換体は任意の非零元 a が可逆である、つまり a ⋅ b = 1 を満たす乗法逆元 b を持つような可換環をいう。従って定義により任意の可換体は可換環を成す。有理数の全体、実数の全体、複素数の全体はそれぞれ体を成す。
二次正方行列全体の成す環は可換でない。行列の乗法が可換でないことは、例えば
{\displaystyle {\begin{aligned}{\begin{bmatrix}1&1\\0&1\end{bmatrix}}\cdot {\begin{bmatrix}1&1\\1&0\end{bmatrix}}&={\begin{bmatrix}2&1\\1&0\end{bmatrix}}\\[10pt]{\begin{bmatrix}1&1\\1&0\end{bmatrix}}\cdot {\begin{bmatrix}1&1\\0&1\end{bmatrix}}&={\begin{bmatrix}1&2\\1&1\end{bmatrix}}\end{aligned}}}
などを見ればわかる。しかし同じ相似変換で同時対角化可能な行列の全体は可換環を成す。例えば、ある決まったノード集合に関する差分商行列全体は可換環である。
可換環 R が与えられたとき、R に係数を持つ変数 X の多項式全体 R[X] は多項式環と呼ばれる可換環を成す。多変数の場合も同様である。
V が何らかの位相空間、例えば Rn のある部分集合とするとき、V 上の実数値または複素数値の連続函数全体は可換環を成す。可微分函数全体や正則函数全体についても、それらの概念が定義されるならば（たとえば V が複素多様体のとき）同じことが言える。

## 諸概念
任意の非零元が乗法的に可逆となる体の場合と対照的に、環についての理論はより複雑なものとなる。このような状況をうまく扱うために、いくつかの概念が存在する。まずは R の元 a が R の単元であるとは、a が R に乗法逆元を持つことを言う。他の特別な元は零因子で、これは非零元 a で ab = 0 を満たす非零元 b がその環の中にあるようなものである。可換環 R が零因子を持たないならば、これを整域と呼ぶ。これは様々な意味で整数の成す環に似ている。
以下に挙げる概念の多くは可換環でなくとも存在するものだが、しかし可換性を仮定しなければその定義や性質は普通より複雑なものとなる。例えば、可換環における任意のイデアルは自動的に両側イデアルとなり、状況は大幅に簡単になる。

### イデアルと剰余環
可換環の内部構造はそのイデアルを考えることで決定される。可換環 R のイデアル I とは、空でない部分集合で、加法と環 R の任意の元による乗法に関して閉じているもの、即ち任意の r ∈ R, i, j ∈ I に対し ri および i + j がともに I に属することが要求される。R の任意の部分集合 F = {fj}j ∈ J（J は適当な添字集合）が与えられたとき、「F の生成するイデアル」とは F を含む最小のイデアル、あるいは同じことだが、有限線型結合
r1f1 + r2f2 + ... + rnfn
の全体として得られるイデアルをいう。一つの元で生成されるイデアルは主イデアルと呼ばれ、任意のイデアルが主イデアルであるような環を主イデアル環と呼ぶ。有理整数環 Z や体 k 上の多項式環 k[X] は主イデアル環の重要な例である。任意の環は零イデアル {0} と環全体 R を自明なイデアルとして持つ。どのような真イデアル（つまり R でないイデアル）にも含まれることのないイデアルを極大イデアルという。イデアル m が極大であるための必要十分条件は剰余環 R/m が体となることである。（選択公理に同値な）ツォルンの補題によれば、任意の環が少なくとも一つの極大イデアルを持つことが示せる。
イデアルの定義というのは、環 R をイデアル I で「割って」別の環を作り出すためのものになっている。剰余環 R/I は I の剰余類全体の成す集合に
(a + I) + (b + I) = (a + b) + I および (a + I)(b + I) = ab + I
で演算を入れたものである。例えば整数 n に対する剰余環 Z/nZ（Zn と書くこともある）は n を法とする整数全体の成す環で、合同算術の基盤を成す。

### 局所化環
環の局所化は剰余環と対を成す概念で、剰余環 R/I がある種の元（もちろん I の元のこと）を零元にしてしまうものであるのに対し、局所化はある種の元を可逆元にするもの（つまり、乗法逆元を環に追加する操作）である。具体的には、S を R の積閉集合（つまり、s, t ∈ S ならば st ∈ S を満たす）とするとき、R の S における局所化 S−1R は、任意の r ∈ R, s ∈ S に対する記号 r⁄s から成り、これらの対象がよく知られた有理数の約分と同様の一定の規則に従うものとして定められる。実際、有理数全体の成す環 Q の場合、これは Z の非零元全体の成す積閉集合における局所化になっている。Z の代わりに任意の整域でも同じことができて、局所化環 (R ∖ {0})−1R は R の商体と呼ばれる。また S が固定した一つの元の冪全体からなる積閉集合のとき、それによる局所化を Rf とも書く。

### 素イデアルと素スペクトル
特に重要な種類のイデアルとして、素イデアルがある（しばしば p あるいは {\displaystyle \scriptstyle {\mathfrak {p}}} などで表す）。この概念が生じたのは、19世紀の代数学者が（'Z と異なり）素因数分解の一意性の成り立たない環をたくさん発見したことによる（素因数分解が一意な環は一意分解環と呼ばれる）。定義により、素イデアルは真のイデアルであって、環の二元 a, b の積 ab が p に属するならば必ず a か b のうちの少なくとも一方が p に属するという性質を持つものである（逆はイデアルの定義から任意のイデアルにおいて成り立つ）。このことは、剰余環 R/p が整域となることといっても同じである。また、p の補集合 R ∖ p が積閉集合になることと言い換えることもできる。このとき、局所化 (R ∖ p)−1R は独自の記法 Rp を持つ程に重要なもので、この環はただ一つの極大イデアル pRp を持つ。このように極大イデアルが唯一であるような環は局所環と呼ばれる。
体は整域ゆえ、すでに述べたように極大イデアルは素イデアルである。ある特定のイデアルが素であること(つまりその剰余環が零因子を持たないこと)を示すのは必ずしも容易ではなく、非常に難しい問題となる場合もある。

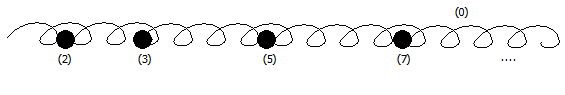
Z のスペクトル

素イデアルは、環 R の素イデアル全体の成す集合である環のスペクトル Spec R を通じて、環を「幾何学的」に解釈するための鍵となる概念である。既に述べたように、零でない任意の環は少なくとも一つの素イデアルを持つから、スペクトルは空でない。R が体ならば唯一の素イデアルが零イデアルであるから、そのスペクトルも一点からなる。一方、有理整数環  Z のスペクトルは零イデアルに対応する一点のほかに、（素イデアル pZ を生成する）各素数 p に対応する点を持つ。スペクトルにはザリスキー位相と呼ばれる位相が入っている。これは環の各元 f に対して部分集合 D(f) = {p ∈ Spec R : f ∉ p} が開となるものとして定義される位相である。この位相は解析学や微分幾何学に見るような位相とは異なり、例えば一点集合が一般には閉にならなかったりする。また例えば、零イデアル 0 ⊂ Z に対応する点の閉包は Z のスペクトル全体に一致する。
スペクトルの概念は可換環論と代数幾何学に共通する基盤である。代数幾何学は Spec R に層 {\displaystyle \scriptstyle {\mathcal {O}}}（実体は、局所的に、つまりさまざまな開集合上で、定義された函数の集合）を付随させることに始まる。この空間と層からなるデータをアフィンスキームと呼ぶ。アフィンスキームが与えられたとき、基礎となる環 R は層 {\displaystyle \scriptstyle {\mathcal {O}}} の大域切断全体の成す環として回復される。さらに言えば、こうして得られる環とアフィンスキームとの間の一対一対応は環準同型と可換になる。即ち任意の環準同型 f: R → S に対して矢印の向きを逆にする連続写像
Spec S → Spec R; q ↦ f−1(q)
が生じる。これはつまり、S の任意の素イデアルは f による原像として  R の素イデアルに移されることを言うものである。スペクトルは局所化と剰余環の直観的な相補性を明確な形で述べるのにも役に立つ。即ち自然な写像 R → Rf および R → R/fR は（考えている環のスペクトルにザリスキー位相を入れれば）相補的な関係にあるスペクトルの開はめ込みおよび閉はめ込みに対応する。
詰まるところ、これら二つの圏の同値性は幾何学的な仕方での環の代数的性質を非常によく反映するものである。アフィンスキームは（多様体がRn の開集合上で局所的に定義されるのとまったく同じようにして）スキームの局所モデルになっている（スキームは代数幾何学の主な研究対象である）。それ故に、幾何学的直観に由来する多くの概念を環とその準同型に対して持ち込むことができる。

## 環の準同型
代数学では普通のことだが、二つの対象の間の写像のなかに、今考えている対象の構造に関する準同型と呼ばれるものを考えることができる。環の場合、写像 f: R → S は 
f(a + b) = f(a) + f(b), f(ab) = f(a)f(b) および f(1) = 1
を満たすとき環準同型と呼ぶ。これらの条件から f(0) = 0 となることは保証されるが、乗法単位元 1 を保つという仮定はほかの二つの条件からは導出されない。またこのとき、S の元 s への R の元 r による積を
r · s := f(r) · s
で与えるものと理解することにより、S は R 上の環とも呼ばれる。
準同型 f の核および像がそれぞれ ker(f) = {r ∈ R : f(r) = 0} および im(f) = f(R) = {f(r) : r ∈ R} で定義される。両者はそれぞれ R のイデアルおよび S の部分環を成す。

## 加群
可換環の外部構造は環上の線型代数学を考えることで決定される。つまり、ベクトル空間と同様だがその係数が必ずしも体ではない任意の可換環となることを許した構造である環上の加群の理論を調べるのである。R-加群の理論はベクトル空間における線型代数学とは比べ物にならないほど難しい。加群の理論では、加群が基底を持たず（ベクトル空間の次元の概念の類似である）自由加群の階数がうまく定義できないことがあるとか、有限生成加群の部分加群が必ずしも有限生成にならないことがあるなどといった困難に取り組まなければならないのである。 
環 R のイデアルは R の部分加群となるような R-加群として特徴づけられる。一方、R-加群をよく理解するには R についての十分な情報が必要である。しかし逆に R の構造を調べるための可換環論における多くの手法が、イデアルや一般に加群を調べることによるものである。

## ネーター環
環 R がネーター的（この概念を発明したエミー・ネーターに因む）であるとは、任意のイデアルの昇鎖
0 ⊆ I0 ⊆ I1 ⊆ … ⊆ In ⊆ In + 1 ⊆ …
が安定、すなわちある番号 n 以降は一定となることをいう。これは R の任意のイデアルが有限生成であると言っても同じであるし、R 上有限生成な加群の任意の部分加群がまた有限生成になると言っても同じである。同様に、環がアルティン的であるとは、任意のイデアルの降鎖
R ⊇ I0 ⊇ I1 ⊇ … ⊇ In ⊇ In + 1 ⊇ …
がどこかで安定となることを言う。上記二つの条件は対称的なものに見えるにもかかわらず、ネーター環のほうがアルティン環よりも大いに一般の環となる。例えば有理整数環 Z はすべてのイデアルが単項生成ゆえにネーターだが、安定しない無限降鎖として例えば
Z ⊋ 2Z ⊋ 4Z ⊋ 8Z ⊋ …
が取れるからアルティンではない。実はホプキンス・レヴィツキの定理により任意のアルティン環はネーターになる。
環がネーター的であるというのは極めて重要な有限性条件であり、この条件は代数幾何学で頻繁に生じる多くの操作のもとで保たれる。例えば、R がネーター環ならば、その上の多項式環 R[X1, X2, …, Xn] もそう（ヒルベルトの基底定理、独: Hilbertscher Basissatz、英: Hilbert's basis theorem）であり、また任意の局所化 S−1R や剰余環 R/I もそうである。

## 環の次元
環 R のクルル次元あるいは単に次元 dim R は、環のある種の大きさを測る概念で、かなり大雑把にいえば R  が持つ独立な元を数えるものである。具体的には、素イデアルの成す昇鎖列
0 ⊆ p0 ⊆ p1 ⊆ … ⊆ pn.
の長さ n の上限として定義される。例えば、体の素イデアルは零イデアルのみであるから、体は零次元である。可換環がアルティン環となるための必要十分条件として、それがネーターかつ零次元（即ち任意の素イデアルが極大イデアル）であることというのが知られている。有理整数環 Z は、任意のイデアルが主イデアルゆえ、素イデアルの任意の昇鎖は素数 p に対する
0 = p0 ⊆ pZ = p1
の形となるので、一次元である。
次元の概念は、考えている環がネーターならばよく振る舞う。例えばその場合、成り立ってほしい等式
dim R[X] = dim R + 1
が実際に成立する（一般の場合には dim R + 1 ≤ dim R[X] ≤ 2 dim R + 1 が成り立つことしか言えない）。さらに言えば、次元は一つの極大鎖のみによって決まるから、R の次元は勝手な素イデアル p における局所化 Rp の次元の上限に一致する。直観的には、R の次元は R のスペクトルの局所的性質であって、局所環だけに限って次元を定義することもしばしばである。これは一般のネーター環では、その任意の局所化が有限次元であるにもかかわらず、環自身は無限次元となることがあるというようなことにもよる。
体 k と n-変数多項式 fi に対して、環
k[X1, X2, …, Xn] / (f1, f2, …, fm)
の次元を計算することは一般に容易でない。クルルの主イデアル定理により、ネーター環 R に対して、I が n 個の元で生成されるときの R/I の次元は dim R − n 以上である。次元が可能な限り落ちる場合（つまり dim(R/I) = dim R − n となるとき）の剰余環 R/I は完全交叉であるという。
唯一の極大イデアル m を持つ局所環 R が正則であるとは、R のクルル次元が余接空間 m / m2 の（体 R/m 上のベクトル空間としての）次元と一致するときに言う。

## 可換環の構成
与えられた環から別の環を作り出す操作がいくつか存在する。そういった構成の多くは、環に特定の性質を備えさせることで理解をより容易にする目的で行われる。例えば、整域がその商体の中で整閉であるとき、正規であるといい、これは例えば一次元正規環は必ず正則局所環であるなどの、望ましい性質を持っている。環が正規性を持つようにすることを「正規化」などと呼ぶ。

### 完備化
I が可換環 R のイデアルのとき、I の冪が零元 0 の近傍系を成すものとして、R を位相環と見做すことができる。このときの位相を I-進位相といい、R をこの位相に関して完備化することができる。厳密に言えば、I-進完備化とは剰余環 R/In の成す逆系の逆極限をいう。例えば、k を体として、k 上の一変数形式冪級数環 k[[X]] は、多項式環 k[X] の X が生成する主イデアル I による I-進完備化である。同様に、p-進整数環 Zp は有理整数環 Z の素数 p が生成する主イデアル I による I-進完備化である。自身の完備化と同型であるような任意の環は、完備環と呼ばれる。

## 性質
ウェダーバーンの小定理により、任意の有限可除環は可換、従って有限体を成す。環の可換性を保証する別な条件として、ジャコブソンによる条件「R の任意の元 r に対して適当な自然数 n > 1 が存在して rn = r を満たすこと」というものがある。任意の r に対して r2 = r であるような環はブール環と呼ばれる。環の可換性を保証する、より一般の条件も知られている。